# Gratiola heterosepala
Gratiola heterosepala là một loài thực vật có hoa trong họ Mã đề. Loài này được H.Mason & Bacigal. mô tả khoa học đầu tiên năm 1954.